# 黒歯常之
黒歯 常之（こくし じょうし、? - 永昌元年10月9日〈689年11月26日〉）は、百済および唐の将軍。百済滅亡後は、戦勝国である唐に将軍として登用され、主に対突厥戦線で活躍した。

## 生涯

### 百済の将軍として
百済の達率（二品官）兼風達郡将であった。顕慶5年（660年）8月に国王の義慈王が唐に降伏し滅亡すると、唐の左武衛大将軍蘇定方に部隊を率いて降伏した。
しかし、降伏後に唐軍の軍紀は乱れ、百済の遺民の壮丁、婦女子が殺戮され、強姦されるのを黙視できなくなる。黒歯常之は旧来指揮していた部隊を糾合して、任存山城において唐に叛旗を翻した。それをみて百済の旧軍兵士が参集し、その数は瞬く間に3万を数えるまでになった。
唐の将軍、蘇定方は兵を派遣して任存城を包囲した。黒歯常之は配下の軍兵の中から精鋭を選び、包囲する唐軍に果敢に奇襲を試みて、唐の攻囲軍を打ち破った。唐軍は大敗を喫して逃亡した。黒歯軍は逃げる唐軍を追撃し、200余の城塞を攻略してその領域を回復した。
蘇定方はこの事態を把握して、自ら出馬して黒歯常之と相対した。蘇定方はこの時期の唐を代表する名将であり、用兵は巧みであったが、黒歯常之を打ち破ることはできなかった。しかし、蘇定方の前線指揮の結果、唐の軍紀は回復し、黒歯常之が回復した城塞も次第に攻略されていった。
黒歯常之は別将の沙宅相如とともに険峻な要害の地に拠って抵抗を続け、同じく唐に抵抗する百済の将軍、扶余福信（鬼室福信）の拠る周留城に軍を率いて合流した。
百済復興を目指す旧百済軍は指導者を求めて、龍朔3年（663年）に倭国に人質として派遣されていた百済の王子、扶余豊（扶余豊璋）の帰国を倭国に求めた。倭国はそれに応えて、兵5000余と軍事顧問らを派遣した。だが扶余豊には王の資質はなく、倭国で安穏とした豊かな生活を過ごしてきたため、篭城戦という非常事態の緊迫した状況に馴染めなかった。
また、倭国に人質として派遣されたことがそもそも百済国内での政争に敗れた結果であったため、百済の遺民や復興軍の将帥たちのなかにも扶余豊に対する侮蔑があり、扶余豊自身の被害者意識があったことなどから、百済復興運動は巧く機能しなかった。
扶余豊は険峻な周留城を嫌い、平坦で景色の良い避城への移動を推し進めるなど、戦時とは思えない感覚が黒歯常之や扶余福信に違和感を持たせた。倭軍の秦田来津（はたのたくつ）ら軍事顧問は、避城への移動が敵軍に近付くことになり、防ぐ障壁も無い平地では兵数に劣る復興軍に勝ち目のないことを主張した。
黒歯常之もそれに同調したが、扶余福信は扶余豊を慮ってそれに与しなかった。その結果、扶余豊は避城への移動を強行した。しかし、唐軍が近付くと慌てて周留城へ撤退したため、少なからぬ兵を失う結果となった。
この頃から、百済復興軍の内部で指導部である扶余福信や扶余豊に対する批判がおこった。そうして二人は互いに相手を毛嫌いするようになり、ついに扶余福信が扶余豊によって処刑される結果となった。
その後、百済復興支援のために派遣された倭軍の出撃の報が知らされると、扶余豊は周留城を捨てて倭軍と合流すると称して城を抜け出した。倭軍は扶余豊が周留城にいると考え、その救援のため白村江の戦いで無謀とも言える敵中突破作戦を遂行するが、唐水軍の前に敗退した。
しかし、それ以前に扶余豊は逃亡していた。百済復興は、こうしてあえなく失敗に終わった。黒歯常之は周留城を防衛していたが、百済復興運動の前途を悟って唐からの降伏勧告に応じ、663年に百済復興運動から脱落した。黒歯常之の投降に対して、唐はその軍事的才能を高く評価し、将軍として彼を招聘し熊津都護府に属させた。

### 唐の将軍として
儀鳳3年（678年）、その高い指揮能力と知略を認められて唐の都左領軍将軍となり、吐蕃討伐に参加した。総指揮官である中書令、洮河道行軍大総管・西河鎮撫大使・鄯州都督の李敬玄の指揮下に入り、益州長史李孝逸、巂州都督拓王奉などとともに進軍し、龍支（現在の青海省東南地区）で吐蕃と戦い、これを撃ち破った。しかし、吐蕃も大軍を派遣したため戦線は膠着し、李敬玄は軍を動かして吐蕃軍を攻撃させたが大敗し、劉審礼が戦死した。また、李敬玄は軍を承風嶺に移動し駐屯したが、吐蕃の大軍に包囲されてしまった。その事態を打開するために、黒歯常之は精鋭の決死隊500人を率い、闇夜に隠れて包囲する吐蕃の陣営に夜襲を敢行した。吐蕃は大きな痛手を負い、退却して軍を立て直すこととなった。その隙に李敬玄は全軍を退却させた。
調露元年（679年）には侵攻してきた吐蕃軍を迎撃した。
永隆元年（680年）、再び吐蕃は3万の大軍を派遣して河源を攻め、良非川に駐屯した。李敬玄はそれを湟川で攻撃したが、吐蕃軍に迎撃されて大敗した。先年の戦功により左武衛将軍・河源軍副使となった黒歯常之は、精鋭の騎兵3000を率いて再び吐蕃の陣を夜襲し、吐蕃軍を退却させた。それらの功績を評価されて黒歯常之は河源道経略大使となり、国境警備や屯田開発、城塞の設置などに奔走した。同年、再び吐蕃が入寇したが、黒歯常之は再びこれを良非川に破った。
開耀元年（681年）、黒歯常之は良非川で吐蕃の論贊婆を撃ち破り、その兵糧や家畜を収めて帰還した。
何度かの吐蕃軍の撃退などの功績および屯田開発などの成果に対して、唐は黒歯常之に燕国公の爵位を与えた。
黒歯常之が軍にいた7年間は、吐蕃はこれを深く畏れ、敢えて辺境を犯すことはなかった。
光宅元年（684年）、武則天が即位すると、眉州刺史英公李敬業（徐敬業）は武則天によって柳州司馬に左遷された。李敬業は謀って揚州長史の陳敬之を逮捕殺害し、その軍権を手に入れた。そして自ら揚州大都督と号し、唐の復興を旗印に叛乱を起こした。楚州司馬李崇福らもそれに賛同し、勢力は侮りがたいものとなった。武則天は左玉鈐衛大将軍李孝逸を揚州道大総管として、兵30万を与えて討伐に向かわせた。李敬業は先祖の功績から李姓となっていたが、元来は徐姓であった。そのため、武則天は徐敬業と改めさせた。しかし、李孝逸は徐敬業を鎮圧できなかった。11月、武則天は黒歯常之を江南道大総管として討伐させた。
垂拱2年（686年）9月、侵入した東突厥軍3000余を200余で撃退する大勝利を収めた。その戦功によって燕然道大総管に任命され、対東突厥の前線最高指揮官となった。垂拱3年（687年）2月、東突厥は昌平に侵攻した。唐はそれに対して、左鷹揚衛大将軍の黒歯常之に諸軍を率いて突厥軍を撃退せよと出撃を命じた。黒歯常之は速やかに撃退した。また、黒歯常之は朔州に侵入した東突厥を黄花堆の戦いで大いに破った。
右監門衛中郎将の爨宝璧は、自身も戦功を立てたいと願い出た。朝廷はこれを認めたが危ぶみ、黒歯常之にその監督を命じた。しかし、爨宝璧は戦功を独り占めしようと考え、黒歯常之に無断で独自に兵を動かし、東突厥を追撃したが大敗した。爨宝璧は武則天に罪を問われ処刑された。また、黒歯常之も爨宝璧の暴走を止められなかった責任を追及され、免官された。
永昌元年（689年）10月9日、周興らによって右武衛大将軍・燕国公黒歯常之は謀反を企んでいると誣告され、獄に繋がれ撲殺された。または殺害を予期し自決したともいう。
子の黒歯俊が当時の権力者・武三思の部下として軍功を立てたことで、没後に冤罪が判明した。名誉回復のために、698年に武則天より「大周故左武威衛大将軍検校左羽林軍贈左玉鈐衛大将軍燕国公黒歯府君」の称号を遺贈され、その墓誌に刻まれた。

### 家族
- 長男：黒歯俊（出典『黒歯常之墓志』『黒歯俊墓志』）
- 女婿：勿部珣（出典『勿部将軍功徳記』、勿部珣を「物部珣」とし、物部氏の末裔とする説が有力である[7][8]）